# Svenerik Perzon
Svenerik Perzon, folkbokförd Sven Erik Perzon, född 29 april 1928 i Ljusdal, död 24 januari 2005 i Ystad, var en svensk skådespelare, sångare och textförfattare.

## Biografi
Perzon växte upp i Nore, och var son till hemmansägaren Per Perzon och Elna Johansson. Efter genomgången utbildning vid Dramatens elevskola engagerades han i revyer runtom i landet samt vid Riksteatern. Han upptäcktes av Lulu Ziegler och slog igenom som sångare och estradör i en kabaretvåg som uppstod efter att varietéförbudet 1955 upphävts på de svenska krogarna. Han blev "superstjärna", enligt Myggans nöjeslexikon, tillsammans med Jan Gabrielsson, Ulla-Bella Fridh och Gösta Knutsson i TV-serien Söndagsbilagan 1962.
År 1965 turnerade han med Himmelssängen tillsammans med Ulla-Bella och flyttade samma år till Rhodos, där han verkade som program- och artistchef för olika arrangörer av resor. När militärjuntan styrde över Grekland arbetade han på Mallorca. Perzon återvände till Sverige i början av 1970-talet. Han bosatte sig i Skåne och blev företagare inom heminredning.
Perzon spelade också in skivor, med bland andra Barbro Hörberg, Monica Nielsen och Ulla-Bella Fridh.

## Filmografi (urval)
- 1953 – Barabbas
- 1956 – Sista paret ut
- 1957 – Prästen i Uddarbo
- 1957 – Lille Fridolf blir morfar
- 1959 – Raggare!
- 1959 – Mälarpirater
- 1960 – Tre önskningar

## Teater

### Roller (urval)
| År   | Roll        | Produktion                                                   | Regi             | Teater                  |
| ---- | ----------- | ------------------------------------------------------------ | ---------------- | ----------------------- |
| 1953 |             | Hans nåds testamente Hjalmar Bergman                         | Sandro Malmquist | Skansens friluftsteater |
| 1955 | Medverkande | Club 13:s nojsfält, revy Gösta Severin                       | Göte Arnbring    | Nya Teatern             |
| 1955 |             | Äktenskapsmäklerskan (The Matchmaker) Thornton Wilder        | Per Gerhard      | Intiman                 |
| 1958 | Poulard     | Madame Pompadour Rudolf Schanzer, Ernst Welisch och Leo Fall | Ivo Cramér       | Oscarsteatern           |
| 1960 | Medverkande | Skräck och skratt, revy Bengt Linder                         | Sven Paddock     | Casinoteatern           |
| 1964 | Medverkande | Stockholmare, vet du vaad, revy Kar de Mumma                 | Jackie Söderman  | Folkan                  |

## Diskografi i urval
- 1960 – Monsieur Morbide
- 1960 – ur filmen Mälarpirater, Svenerik Perzon, Monica Nielsen, Karl Åke Eriksson
- 1960 – Mera dragspelssolo, Barbro Hörberg, Svenerik Perzon och Gunnar Lundén-Weldens orkester
- 1960 – Guiseppi, Ulla-Bella och Svenerik Perzon[10]